# Кака (мифология)
Ка́ка (Ка́кия) — в римской мифологии сестра великана Кака.
Большинство авторов не упоминают её при изложении мифа (Вергилий, Овидий, Секст Проперций, Диодор Сицилийский, Дионисий Галикарнасский). Однако Лактанций пишет, что Кака почитается римлянами за то, что сообщила Гераклу об украденных у него Каком коровах и предала брата (в других версиях мифа Геракл узнает о местонахождении коров по издаваемому ими рёву). Согласно Сервию, весталки поддерживают огонь в её святилище.
По одной из гипотез, излагаемой в «Лексиконе Рошера», Кака первоначально была богиней огня и составляла с Каком божественную пару.